# 10405 Yoshiaki
10405 Yoshiaki (1997 WT23) là một tiểu hành tinh vành đai chính được phát hiện ngày 19 tháng 11 năm 1997 bởi T. Okuni ở Nanyo.